# HC Kladno
Die Rytíři Kladno (deutsch Ritter Kladno, bis 2010 HC Geus Okna Kladno) sind die Profimannschaft des HC Kladno, eines tschechischen Eishockeyklubs aus Kladno, der seit 2021 erneut in der erstklassigen Extraliga spielt. Die Heimspiele des Vereins werden im ČEZ stadion Kladno ausgetragen, das bis zu 5.200 Zuschauern Platz bietet.

## Geschichte

Logo zwischen 2000 und 2003

Gegründet 1924 als HOSK Kladno, erreichte der Klub als SONP Kladno bzw. später Poldi SONP Kladno in den 1970er Jahren die größten Erfolge. In dieser Zeit gewann der Verein vier von insgesamt sechs tschechoslowakischen Meisterschaften der Vereinsgeschichte und gewann 1977 den Europapokal. In der Folgezeit konnte der Verein nie mehr an diese Erfolge anknüpfen und stieg 2002 in die zweithöchste tschechische Eishockeyliga ab, schaffte aber den sofortigen Wiederaufstieg.
2011 gab sich die Profimannschaft einen neuen Beinamen – Rytíři Kladno.
Im Jahr 2014 stiegen die Ritter das zweite Mal in der Vereinsgeschichte in die Zweitklassigkeit ab. Unter Führung der ehemaligen NHL-Spielern Jaromír Jágr und Tomáš Plekanec schafften die Rytíři Kladno 2019 den Wiederaufstieg in die Extraliga. 2020 folgte als Tabellenletzter der Extraliga der Wiederabstieg in die 1. Liga. Mit dem Meistertitel im Jahr 2021 schafften die Ritter erneut den Aufstieg in die Extraliga, auch das die Liga-Relegation nicht ausgespielt wurde.

## Erfolge
- 6× Tschechoslowakischer Meister: 1959, 1975, 1976, 1977, 1978, 1980
- 1× Sieger Europapokal: 1977

## Ehemalige Spieler
- Patrik Eliáš – Stanley-Cup-Sieger 2000 und 2003
- Michael Frolík – Stanley-Cup-Sieger 2013
- Milan Hnilička – Weltmeister 1999, 2001, 2005; Olympiasieger 1998
- Miloslav Hořava senior – Weltmeister 1985
- Jaromír Jágr – Olympiasieger 1998, Stanley-Cup-Sieger 1991, 1992; Weltmeister 2005, 2010
- František Kaberle senior – Weltmeister 1976 und 1977
- František Kaberle junior – Weltmeister 1996, 1999, 2000, 2001
- Tomáš Kaberle – Weltmeister 2005
- Drahomír Kadlec – Weltmeister 1985
- Vladimír Kameš – Weltmeister 1985
- David Krejčí – Stanley-Cup-Sieger 2011
- Eduard Novák – Weltmeister 1976 und 1977
- Milan Nový – Topscorer 1976/77, Weltmeister 1976 und 1977
- Pavel Patera – Weltmeister 1996, 1999, 2000, 2001; Olympiasieger 1998
- Ondřej Pavelec – Weltmeister 2010
- Michal Pivoňka – Weltmeister 1985
- František Pospíšil – Weltmeister 1972, 1976 und 1977
- Libor Procházka – Weltmeister 1999; Olympiasieger 1998
- Martin Procházka – Weltmeister 1996, 1999, 2000, 2001; Olympiasieger 1998
- Jiří Veber – Weltmeister 1996
- Otakar Vejvoda junior – Weltmeister 1996
- Tomáš Vokoun – Weltmeister 2005 und 2010
- Jakub Voráček – Weltmeister 2010
- Tomáš Plekanec
- Radko Gudas

## Platzierungen seit 1993
| Saison          | Vorrunde | Punkte | Platzierung | Kapitän                        | Trainer |
| --------------- | -------- | ------ | ----------- | ------------------------------ | --- |
| 1993/94         | 1.       | 56     | 3.          | Josef Zajíc                    | Jan Neliba und Zdeněk Müller                                                                                |
| 1994/95         | 2.       | 54     | 4.          | Josef Zajíc                    | Jan Neliba und Zdeněk Müller                                                                                |
| 1995/96         | 8.       | 39     | 7.          | Pavel Patera                   | Jan Neliba und Zdeněk Müller                                                                                |
| 1996/97         | 6.       | 54     | 6.          | Zdeněk Eichenmann              | Jan Novotný und Lubomír Bauer                                                                               |
| 1997/98         | 12.      | 32     | 2.          | Zdeněk Eichenmann, Josef Zajíc | Jan Novotný und Lubomír Bauer, ab November Zdeněk Šindler und Lubomír Bauer                                 |
| 1998/99         | 13.      | 37     | 13.         | Josef Zajíc                    | Zdeněk Šindler und Lubomír Bauer, Šindler wegen Krankheit durch Otakar Vejvoda senior ersetzt               |
| 1999/2000       | 12.      | 38     | 12.         | Michal Mádl                    | Otakar Vejvoda senior und Lubomír Bauer, später Eduard Novák und Petr Fiala                                 |
| 2000/01         | 12.      | 62     | 12.         | Michal Mádl                    | Eduard Novák und Petr Fiala                                                                                 |
| 2001/02         | 14.      | 49     | 14.         | Ladislav Svoboda               | Zdeněk Vojta, Miloslav Hořava und Milan Skrbek, ersetzt durch Jaromír Šindel, Jiří Kopecký und Milan Skrbek |
| 1. Liga 2002/03 | 1.       | 90     | 1.          | Robert Kysela                  | Zdeněk Müller, Vladimír Evan und Petr Tatíček senior                                                        |
| 2003/04         | 9.       | 68     | 9.          | Josef Zajíc                    | Zdeněk Müller, Vladimír Evan und Petr Tatíček senior                                                        |
| 2004/05         | 6.       | 84     | 7.          | Josef Zajíc                    | Zdeněk Müller, Petr Tatíček senior und Vladimír Evan                                                        |
| 2005/06         | 13.      | 53     | 13.         | Josef Zajíc                    | Zdeněk Müller, Petr Tatíček                                                                                 |
| 2006/07         | 8.       | 79     | 10.         | Josef Zajíc                    | Zdeněk Müller, Petr Kasík                                                                                   |
| 2007/08         | 8.       | 77     | 8.          | Pavel Patera                   | Zdeněk Müller, Petr Kasík                                                                                   |
| 2008/09         | 13.      | 66     | 12.         | Pavel Patera                   | Zdeněk Müller, Petr Kasík                                                                                   |
| 2009/10         | 14.      | 58     | 12.         | Pavel Patera                   | Zdeněk Müller und Petr Kasík, ab 4. Januar 2010 Müller wegen Krankheit durch Otakar Vejvoda senior ersetzt  |
| 2010/11         | 13.      | 35     | 13.         | Pavel Patera                   | Otakar Vejvoda senior und Petr Kasík, ab 4. Nov. 2010 Petr Tatíček senior und Jiří Kopecký                  |
| 2011/12         | 9.       | 74     | 9.          | Pavel Patera                   | Zdeněk Vojta, Petr Tatíček und Jiří Kopecký                                                                 |
| 2012/13         | 7.       | 77     | 7.          | Pavel Patera                   | Zdeněk Vojta, Petr Tatíček und Jiří Kopecký                                                                 |
| 2013/14         | 13.      | 47     | 14.         | Pavel Patera                   | Zdeněk Vojta, Petr Tatíček und Jiří Kopecký ersetzt durch Jiří Čelanský, Jan Neliba und Josef Zajíc         |
| 1. Liga 2014/15 | 5.       | 92     | 5.          | Petr Tenkrát                   | Jiří Čelanský und Jiří Kopecký                                                                              |
| 1. Liga 2015/16 | 1.       | 104    | 5.          | Václav Skuhravý                | Jindřich Lidický, David Čermák                                                                              |
| 1. Liga 2016/17 | 3.       | 101    | 3.          | Jiří Burger                    | Pavel Patera, František Kaberle junior                                                                      |
| 1. Liga 2017/18 | 3.       | 97     | 2.          | Jakub Strnad, David Tůma       | Miloslav Hořava senior, Pavel Patera                                                                        |
| 2018/19         | 4.       | 104    | 2.          | Jakub Strnad                   | Jindřich Lidický, David Čermák, Jan Kregl                                                                   |
| 2019/20         | 14.      | 60     | 14.         | Jakub Strnad                   | Jindřich Lidický, David Čermák, Jan Kregl                                                                   |
| 1. Liga 2020/21 | 1.       | 74     | 1.          | Jakub Strnad                   | David Čermák, Jiří Burger, Jan Kregl                                                                        |
| 2021/22         | 14.      | 62     | 14.         | Tomáš Plekanec                 | David Čermák, Jiří Burger, Jan Kregl, Jeff Paul                                                             |

## Meisterkader
1958/59:
Stanislav Bacílek, Václav Frölich, Josef Froněk, Přemysl Hajný, Jaroslav Jiřík, Vladimír Kopecký, Jiří Kulíček, Zdeněk Landa, Vladimír Markup, Zdeněk Müller, Karel Nedvěd, Bohumil Prošek, Miroslav Rys, František Šebek, Pavel Šanda, Jaroslav Volf
Trainer: Vlastimil Sýkora
1974/75:
Lubomír Bauer, Miroslav Biskup, Bohumil Čermák, Jaroslav Dalihod, Jiří Filip, Zdeněk Hrabě, František Kaberle senior, Jaroslav Kofent, Jiří Kopecký, Miroslav Krása, Miroslav Křiváček, Jaroslav Müller, Zdeněk Müller, Zdeněk Nedvěd, Eduard Novák, Milan Nový, František Pospíšil, Václav Sýkora, Milan Skrbek, Miroslav Termer, Otakar Vejvoda senior, František Větrovec, Jaroslav Vinš, Ladislav Vysušil.
Trainer: Jaroslav Volf
1975/76:
Lubomír Bauer, Bohumil Čermák, Jiří Filip, František Kaberle senior, Miroslav Krása, Miroslav Křiváček, Jiří Kuchler, Antonín Melč, Zdeněk Müller, Zdeněk Nedvěd, Jan Neliba, Eduard Novák, Jan Novotný, Milan Nový, František Pospíšil, Václav Sýkora, Milan Skrbek, Miroslav Termer, Otakar Vejvoda senior, Jaroslav Vinš, František Větrovec, Ladislav Vysušil.
Trainer: Jaroslav Volf
1976/77:
Lubomír Bauer, Bohumil Čermák, Jiří Filip, František Kaberle senior, Milan Kolísek, Jiří Kopecký, Miroslav Krása, Miroslav Křiváček, Antonín Melč, Zdeněk Müller, Zdeněk Nedvěd, Jan Neliba, Eduard Novák, Jan Novotný, Milan Nový, František Pospíšil, Václav Sýkora, Milan Skrbek, Miroslav Termer, Otakar Vejvoda senior, Jaroslav Vinš, Ladislav Vysušil.
Trainer: Jaroslav Volf
1977/78:
Lubomír Bauer, Bohumil Čermák, Jiří Filip, František Kaberle senior, Milan Kolísek, Jiří Kopecký, Miroslav Krása, Miroslav Křiváček, Antonín Melč, Zdeněk Müller, Zdeněk Nedvěd, Jan Neliba, Eduard Novák, Jan Novotný, Milan Nový, František Pospíšil, Arnošt Reckziegel, Václav Sýkora, Milan Skrbek, Miroslav Termer, Otakar Vejvoda senior, Jaroslav Vinš.
Trainer: Bohumil Prošek und Václav Slánský
1979/80:
Lubomír Bauer, Bohumil Čermák, Jiří Dudáček, Milan Eberle, Petr Fiala, Miloslav Hořava, František Kaberle senior, Milan Kolísek, Miroslav Krása, Miroslav Křiváček, Zdeněk Müller, Jan Neliba, Eduard Novák, Jan Novotný, Milan Nový, Arnošt Reckziegel, Václav Sýkora, Milan Skrbek, Milan Svoboda, Otakar Vejvoda senior, František Větrovec, Jaroslav Vinš, Alexander Vroák, Ladislav Vysušil.
Trainer: František Pospíšil und Josef Vimmer